# روئینگ در المپیک تابستانی ۱۹۸۴
رویینگ در بازی‌های المپیک تابستانی ۱۹۸۴ نام رویداد ورزش رویینگ در بازی‌های المپیک تابستانی بود که در سال ۱۹۸۴ برگزار شد. این مسابقات از ۱۴ بخش تشکیل شده بود که هم برای مردان و هم برای زنان بود.